# Windows 8.1
Windows 8.1 (nome in codice: Blue) è un sistema operativo per personal computer prodotto da Microsoft e pubblicato come parte della famiglia di sistemi operativi Windows NT. Pubblicato alla produzione il 27 agosto 2013 e ha raggiunto la disponibilità generale il 17 ottobre 2013, circa un anno dopo la versione finale del suo predecessore, Windows 8, ed è stato reso disponibile come aggiornamento gratuito per le copie di Windows 8 e Windows RT tramite Windows Store.
Windows 8.1 mirava a risolvere i reclami degli utenti e dei revisori di Windows 8 al momento del lancio. I miglioramenti visibili includono una schermata iniziale migliorata, visualizzazioni snap aggiuntive, app aggiuntive in bundle, integrazione con OneDrive (precedentemente SkyDrive), Internet Explorer 11, un sistema di ricerca unificato basato su Bing, ripristino di un pulsante Start visibile sulla barra delle applicazioni e la possibilità di ripristinare il comportamento precedente di apertura del desktop dell'utente all'accesso anziché nella schermata Start. Windows 8.1 ha inoltre aggiunto il supporto per tecnologie emergenti quali display ad alta risoluzione, stampa 3D, Wi-Fi Direct e streaming Miracast, nonché il file system ReFS.
Windows 8.1 ha ricevuto un consenso migliore rispetto a Windows 8, con i critici che hanno elogiato le funzionalità estese disponibili per le app rispetto a Windows 8, la sua integrazione con OneDrive, insieme alle modifiche apportate all'interfaccia utente e l'aggiunta di tutorial estesi per il funzionamento dell'interfaccia di Windows 8. Nonostante questi miglioramenti, Windows 8.1 è stato comunque criticato per non aver affrontato tutte le digressioni di Windows 8 (come un basso livello di integrazione tra app in stile Metro e l'interfaccia desktop) e le potenziali implicazioni sulla privacy dell'uso esteso dei servizi online. Ad aprile 2019, il 6,05% dei computer Windows esegue Windows 8.1.

## Storia
A partire dal 26 giugno 2013 è stata resa disponibile un'anteprima dell'aggiornamento e la versione finale è uscita il 17 ottobre 2013 come aggiornamento gratuito di Windows 8, scaricabile dal Windows Store. L'8 aprile 2014 è stato reso disponibile un aggiornamento di Windows 8.1, detto Windows 8.1 Update, che ha la stessa funzione dei Service Pack nelle precedenti versioni di Windows, e la stessa funzione dei Feature Updates di Windows 10.

## Descrizione generale
Windows 8.1 cambia in modo significativo il sistema operativo di Microsoft aggiungendo numerosi miglioramenti; Tra le novità principali di Windows 8.1 c'è la reintroduzione del tasto Start (che però rimane solo un collegamento alla schermata Start), l'ottimizzazione per gli schermi da 7/8 pollici, il miglioramento del supporto per alte risoluzioni e per l'uso di più applicazioni in modalità Modern UI (il cosiddetto Multitasking), la compatibilità con le stampanti 3D, un Internet Explorer 11 migliorato come pure la funzione di ricerca ora capace di fornire risultati globali tramite Bing, un nuovo file manager in modalità Modern UI, una nuova integrazione con OneDrive su cui è ora possibile salvare direttamente.
È stata migliorata la schermata Start con possibilità di utilizzare le Live Tile in quattro dimensioni (piccola, media, larga e grande) di cui la piccola e la grande sono nuove, è nato il supporto a Miracast, lo Store di Windows è stato completamente rinnovato ed ha ora una nuova interfaccia grafica più facile da utilizzare, le impostazioni in modalità Modern UI sono notevolmente migliorate e si può fare a meno del Pannello di controllo.
Sono state aggiunte nuove app Modern (dette anche app Windows Store o app Metro) tra cui: Calcolatrice Windows (con convertitore di unità); Scanner; Bing Salute e Benessere; Bing Food e Drink; Guida. Sono state migliorate quelle esistenti: Mail, Calendario e Contatti, Fotocamera, Xbox Music, Xbox Video, Skype, Giochi, Lettore PDF, Meteo, Fresh Paint, Bing Finanza, Bing Notizie, Bing Sport. È inoltre possibile aggiungere le app Modern alla barra delle applicazioni.

### Eliminazione partizione ripristino OEM
Dal momento che da Windows 8 le licenze digitali sono registrate nel firmware UEFI (funzionalità consolida con Windows 8.1), i produttori OEM hanno cominciato a eliminare la loro partizione di ripristino archiviato sul disco o unità SSD. Infatti, qualora necessario si può ricorrere alle procedure native del sistema operativo ovvero reimpostare con Windows in esecuzione o reinstallare completamente da zero (scaricando dal sito Microsoft lo strumento di installazione) e, volendo, recuperare successivamente driver e applicazioni del produttore accedendo al suo sito web.
Alcuni produttori (come HP) permettono, tramite app su Microsoft Store, di scaricare dal web l'immagine del PC (cioè la copia del sistema reinstallato in fabbrica), ovviamente una volta che la app abbia riconosciuta la legittimità della licenza rilasciata dal produttore.

## Novità introdotte
- È tornato il pulsante Start di Windows, che funziona come collegamento alla schermata Start, e non attiva un Menu Start come nei sistemi operativi precedenti.
- È possibile scegliere se, all'avvio del sistema, visualizzare la schermata Start o il desktop.
- È possibile gestire più app contemporaneamente, ad esempio si possono disinstallare più app, mentre prima si poteva disinstallare solo un'app alla volta, oppure ridimensionare le tile di più app in contemporanea.
- La schermata delle impostazioni del PC consente di controllare tutte le impostazioni senza dover usare il pannello di controllo, anche se alcune impostazioni avanzate non sono presenti.
- La schermata di blocco può essere utilizzata come una cornice digitale che visualizza delle fotografie scelte dall'utente, anche quelle caricate su OneDrive, il servizio cloud offerto da Microsoft.
- Le app installate possono essere gestite meglio, ad esempio è possibile ordinare le numerose app per nome, utilizzazione, data dell'installazione e tipo.
- Le app appena installate (anche quelle desktop) hanno la scritta "Novità".
- La funzione di ricerca, integrandola con Bing; ora nelle ricerche appariranno, oltre ai risultati trovati sul PC, anche i risultati trovati sul web e su OneDrive.
- L'integrazione con il cloud, ora, consente di salvare, visualizzare e modificare i file direttamente da OneDrive, anziché dal disco rigido del computer, ma la stessa cosa si può ottenere anche con altri cloud grazie alle nuove API.
- Sono arrivati nuovi sfondi alla schermata start, anche dinamici, e nuovi colori, e si può usare anche lo sfondo del desktop.
- Lo Store di Windows si è completamente rinnovato, ora ha una nuova interfaccia grafica più facile da utilizzare.

Lo Store di Windows 8.1

- Le Tile ora assumono colori diversi per le icone delle applicazioni desktop, assumono, in pratica il colore predominante dell'icona, e non hanno quindi come su Windows 8 tutte lo stesso colore.
- Si può forzare la disattivazione dell'animazione della Tile, su Windows 8 c'era un modo per ignorare l'impostazione.
- La schermata Start può essere personalizzata meglio: sono arrivate due nuove dimensioni dei riquadri (ora sono in tutto 4: piccola, media, larga e grande), una più grande e una più piccola.
- Internet Explorer si è aggiornato alla versione 11 con vari miglioramenti: più velocità nel rendering delle pagine e maggiore supporto al touch screen.
- Introduzione del supporto nativo alla stampa in 3D (3D Printing).[7]
- Ottimizzazione per gli schermi da 7/8 pollici.
- Migliorato il supporto alle alte risoluzioni.
- Diminuita la risoluzione minima per utilizzare la funzione Snap View (per visualizzare più app contemporaneamente, detto Multitasking), da 1366x768 a 1024x768, per display con diagonale inferiore ai 10 pollici.
- Si possono visualizzare due app contemporaneamente che occupano uno spazio variabile dello schermo ridimensionabile come si preferisce, piuttosto che occuparne il 70% e il 30% o il 50% come in Windows 8. Inoltre il numero delle app che è possibile affiancare su uno stesso schermo è aumentato a 4.
- È arrivato il supporto a Miracast, per trasmettere e visualizzare l'immagine in wireless sui televisori compatibili.
- Supporto al nuovo file system ReFS attraverso gli Spazi di archiviazione.
- Migliorata la condivisione delle app, ora è possibile inviare uno screenshot oltre che i dati forniti dall'app.
- Il form di ricerca è ora nella barra del titolo dell'app, la ricerca nella Charm Bar serve per la ricerca universale di Bing.
- Supporto pseudonativo alla connessione 3G/4G (solo tramite driver del produttore) oltre che la condivisione internet via bluetooth e Wi-Fi.
- Aggiunto il supporto multi-monitor per le app Modern e per gli screenshot.
- È stato migliorato l'esplora risorse e sono state nascoste le Raccolte.

## Aggiornamenti app Windows Store
- Preinstallate nuove app: Calcolatrice Windows (Con convertitore di unità); Scanner; Bing Salute e Benessere; Bing Food e Drink; Guida.
- Migliorate le app esistenti: Mail, Calendario e Contatti; Fotocamera; Giochi; Lettore PDF; Meteo; Bing Finanza; Bing Notizie; Bing Sport; Fresh Paint.
- Xbox Music e Xbox Video ricevono un corposo aggiornamento e ora sono irriconoscibili dalla versione precedente.
- Skype sostituisce l'app Messaggi.
- Nuove API per lo sviluppo, e migliorate quelle esistenti per uniformarle a quelle di Windows Phone 8.1.
- API per l'OCR native (per le app Windows Store). Ciononostante ci sono poche app che le usano.

## Aggiornamenti
- Update (6.3.9600.17031): distribuito l'8 aprile 2014,[3] l'aggiornamento si propone per migliorare l'utilizzo da ambienti non touch screen a discapito dell'interfaccia, che non è stata ben curata. Noto anche come Windows 8.1 Update 1 per la nomenclatura degli aggiornamenti di Windows Phone 8. L'aggiornamento è distribuito tramite Windows Update, anziché tramite Windows Store. Porta le seguenti migliorie:[8]
  - Migliorato l'utilizzo da ambienti non touch screen;
  - Aggiunti pulsanti "Cerca" e "Arresta il sistema" nella schermata Start (nei dispositivi a schermo tattile c'è solo "Cerca");
  - Nuova gestione del disco;
  - Effettuato il rebranding da SkyDrive a OneDrive;
  - Abbassati i livelli requisiti minimi, Windows 8.1 Update occupa soli 3 GB;
  - Indicazione delle app installate di recente;
  - WIMBoot (per installare Windows 8.1 Update in soli 3 GB nella versione 32 bit e RT, 4 GB nella versione 64 bit);
  - Tutte le app aperte e aggiunte vengono visualizzate sulla barra delle applicazioni e possibilità di pinnare app Windows Store sulla barra delle applicazioni;
  - Accesso alla barra delle applicazioni da qualsiasi posizione (basta muovere il mouse verso il basso o premere Win+T);
  - Visualizzazione del desktop al posto della schermata start (chiudendo un'app Windows Store, all'avvio...);
  - Aggiunti, per il mouse, i pulsanti "Chiudi" e "Riduci ad icona" per le app Windows Store;
  - Altre novità minori.
- August Update (Update 2)[9]: distribuito al pubblico il 12 agosto 2014,[9] ma è stato sospeso ed è stato ripreso il 28 agosto 2014.[10] Porta le seguenti migliorie:[9]
  - Miglioramenti per i Precision Touchpad: Sono state aggiunte tre nuove impostazioni che permettono di usare il touchpad quando viene connesso un mouse, di fare il click col tasto destro e il doppio tap per trascinare;
  - Aggiunte delle API che permettono agli OEM di sviluppare app per trasformare i propri PC in ricevitori Miracast;
  - Miglioramenti per quanto riguarda l'uso di SharePoint Online;
  - Altre novità minori.
- November Update (Update 3)[11]: distribuito al pubblico il 19 novembre 2014. Porta le seguenti migliorie:[11]
  - Varie correzioni a livello dei pacchetti lingua;
  - Integrazione del supporto a nuovo hardware;
  - Miglior supporto alla tecnologia WSD utilizzata per il rilevamento delle stampanti raggiungibili in LAN;
  - Ottimizzazione del funzionamento in ambito delle macchine virtuali;
  - Integrazione del supporto a software di terze parti utilizzato per la crittografia dei dischi.

## Requisiti minimi
| Architettura                 | 32 bit | 64 bit |
| ---------------------------- | --- | --- |
| Processore (CPU)             | x86 da 1 GHz con SSE2 | x64 da 1 GHz |
| Memoria (RAM)                | 1 GB | 2 GB |
| Spazio libero su disco fisso | 16 GB (8 GB se Windows 8.1 Update viene installato tramite WIMBoot)                                                         | 20 GB (8 GB se Windows 8.1 Update viene installato tramite WIMBoot)                                                         |
| Scheda video                 | DirectX 9 con driver WDDM 1.0                                                                                               | DirectX 9 con driver WDDM 1.0                                                                                               |
| Risoluzione dello schermo    | 1024×768 per l'esecuzione delle app di Windows Store 1366×768 per la visualizzazione di due app di Windows Store affiancate | 1024×768 per l'esecuzione delle app di Windows Store 1366×768 per la visualizzazione di due app di Windows Store affiancate |

## Critiche
Esistono ancora problemi di integrazione tra i programmi desktop e le app dell'interfaccia Modern e in alcuni casi il collegamento tra i due ambienti non funziona. Ad esempio in assenza di programmi per la posta elettronica in modalità desktop, il sistema potrebbe non riconoscere la app Mail, segnalando l'assenza di client di posta.
L'aggiornamento ha inoltre introdotto nuovi requisiti minimi hardware, tra i quali spicca, nella versione a 64-bit dell'OS, la richiesta di supporto della funzionalità CMPXCHG16b. Tale funzionalità del processore è stata introdotta gradualmente dal 2004, ma nel 2008 non tutti i processori AMD venduti la supportavano. Aggiornando un computer che potrebbe avere anche meno di qualche anno, ma equipaggiato con processori AMD K8 come l'Athlon 64 X2 e l'Opteron 185, si incorrerebbe nel messaggio "La CPU non supporta CompareExchange 128" e nel blocco del processo di aggiornamento. In questo caso l'unico modo per aggiornare il sistema sarebbe quello di optare per la versione a 32 bit, rinunciando però all'utilizzo dell'eventuale memoria che superi i 4 GB.

## Compatibilità
Sui processori x86/x64, Windows 8.1 supporta la maggior parte dei software compatibili con le precedenti versioni di Windows, con le stesse restrizioni di Windows 7: Windows a 64 bit è in grado di eseguire software a 32 e a 64 bit (tramite WOW64).

### Windows 8
Le applicazioni desktop realizzate per Windows 8 girano senza problemi, non sono supportate le poche e molto vecchie applicazioni che non giravano su Windows 8.
Le applicazioni Modern UI realizzate per Windows 8 girano senza problemi, solo che è sconsigliato l'uso della Charm Bar per cercare ed è consigliato implementare un form all'interno dell'UI ed anche aggiornare le API decadute.

### Windows Phone 8.1
Le nuove app Universali possono girare senza problemi sia su Windows Phone 8.1 che su Windows 8.1, con le nuove app Universali si può condividere oltre il 99% del codice sorgente, però non quello della UI, dal momento che ora i due sistemi hanno il 90% delle API in comune.